# 吳釗
吳釗（1935年12月28日—），江蘇蘇州人，中國泛川派、虞山吳派古琴演奏家、中國音樂史學家。 是“国家级非物质文化遗产古琴艺术代表性传承人”，曾受邀前往各國講學。

## 生平
吳釗於民國二十四年（1935年）12月28日出生於江蘇蘇州的一個書香門第，吳家亦是當地望族，其父曾師從吳蘭蓀學習古琴。吳釗是家裡的長子，有一個弟弟和三個妹妹，惟幼弟早夭。幼年時，他曾接受父親家的傳統私塾和母親家更為推崇教會學校的教育。後來搬家到北京讀中學。1953年師從查阜西學習古琴，并結識了一些當時北京的音樂界名流如李廷松、蔣風之、潘懷素等。1955年進入南開大學攻讀歷史，并由査阜西推薦、師從當時在天津中央音樂學院的吳景略繼續學習古琴。四年後畢業，進入北京的中央音樂學院民族音樂研究所，師從楊蔭瀏學習中國音樂史。
1964年決定出版第一部著作《中國古代音樂小史》，書尚未發行時文化大革命爆發，査阜西、吳景略、楊蔭瀏皆被下牛棚。而吳釗獨免，只得下鄉勞動了之。而他並沒有隨身攜帶古琴，而是帶著一把琵琶。文革結束後，劉東升在其《中國古代音樂小史》的基礎上增寫近代部分，合成《中国音乐史略》。
1983年由汪星伯經吳兆基贈琴“風雷”。1985年開始擔任中國藝術研究所副研究員、北京古琴研究會秘書長。1987年之1989年間在中國藝術研究所的音樂史研究室擔任主任一職。卸任後繼續擔任研究員，此外亦升任北京古琴研究會會長。1992年獲得國務院特殊津貼。2001年擔任中國琴會會長，後來由李祥霆繼任。此外也是全国业余古琴艺术水平考级委员会主任。
1988年、1990年、1994年分別前往菲律賓大學音樂學院、密歇根大學中華文化研究中心、國立藝術學院講學。千禧年後再度前往台灣，於2005年至2006年往南華大學音樂學系、台灣大學歷史系與音樂學研究所講學。此外亦曾在菲律賓、美国、法国、德国、荷兰、韩国、日本、马来西亚及港、澳等地出席古琴相關會議。2008年2月當選“国家级非物质文化遗产古琴艺术代表性传承人”。

## 作品

### 著作
- 《追寻逝去的音乐足迹-图说中国音乐史》
- 《中国音乐史略》（與劉東升合著）
- 《中国古琴珍萃》（主编）
- 《琴曲集成》（整理）
- 《中国古代音乐史料辑要》

### 音樂
- 《古琴基础教程》
- 《忆故人》
- 《汉宫秋月》